# Grigori Alexejewitsch Oparin
Grigori Alexejewitsch Oparin (russisch Григорий Алексеевич Опарин; bei der FIDE Grigoriy Oparin; * 1. Juli 1997 in München) ist ein russischer Schachspieler, der seit Juni 2022 für die Vereinigten Staaten spielberechtigt ist.

## Leben
Oparins Eltern waren als Physiker am Max-Planck-Institut für Quantenoptik beschäftigt, als er in München zur Welt kam. Zwei Monate nach seiner Geburt zogen seine Eltern wieder nach Russland. Mit vier Jahren wurde er Mitglied in einem Schachklub. Im Jahr 2005 gewann er die russische Jugendmeisterschaft in der Altersklasse U8. 2007 gewann er Silber bei der Jugendeuropameisterschaft in der U10 in Šibenik.
2009 gewann er das Dworkowitsch-Memorial in Moskau. Im Jahr 2011 wurde er Internationaler Meister. Bereits 2009 hatte Oparin die erforderlichen Normen erfüllt, 2011 gelangen ihm zwei weitere Normen, ehe er im September 2011 die erforderliche Elo-Zahl von 2400 überschritt. 2012 gewann er in Marienbad. Im Jahr 2013 erhielt er den Großmeistertitel verliehen, nachdem er im Oktober 2011 beim Tschigorin-Memorial in Sankt Petersburg, im Januar 2013 beim Tradewise Gibraltar Masters und September 2013 beim FE 15 Citta' di Trieste drei Normen erfüllte. Im selben Jahr gewann er in Triest und wurde bei der Moskauer Stadtmeisterschaft hinter Juri Jelissejew geteilter Zweiter zusammen mit Jewgeni Najer. Im Jahr 2014 gewann er die russische Jugendmeisterschaft U21 gemeinsam mit Iwan Bukawschin.
Im Juli 2016 gewann er die „Höchste Liga“, das Qualifikationsturnier zur russischen „Super-Meisterschaft“, ausgetragen in Kolomna.  Beim im Oktober desselben Jahres ausgetragenen Russischen Superfinale in Nowosibirsk erzielte Oparin mit 5,5 aus 11 einen erfolgreichen Mittelplatz.
In der spanischen Mannschaftsmeisterschaft im Schach spielt er seit 2014 für den CA Magic Extremadura, in der französischen Top 12 seit 2019 für Asnières - Le Grand Echiquier.
Sein größter Erfolg war der dritte Platz im FIDE Grand Swiss Tournament 2021, mit dem er sich zum FIDE Grand Prix 2022 qualifizierte.
Oparin studierte an der Russischen Staatlichen Geisteswissenschaftlichen Universität in Moskau. Er beschäftigt sich mit Linguistik und lernt Chinesisch. Im Jahr 2021 war er Student an der University of Missouri und gewann mit der Schachmannschaft der Universität die Hochschulmeisterschaft der USA.
Aus Protest gegen den Russischen Angriffskriegs gegen die Ukraine legte Oparin im Mai 2022 seine russische Verbandsmitgliedschaft nieder und spielte kurzzeitig unter der Flagge der FIDE, ehe er Ende Juni 2022 zum Schachverband der Vereinigten Staaten wechselte.